# Kesu (Lääne-Nigula)
Kesu (Duits: Kesso) is een plaats in de Estlandse gemeente Lääne-Nigula, provincie Läänemaa. De plaats heeft de status van dorp (Estisch: küla).
Tot in oktober 2017 viel Kesu onder de gemeente Martna. In die maand werd Martna bij de fusiegemeente Lääne-Nigula gevoegd.

## Bevolking
Het dorp had 3 inwoners op 31 december 2011 en 4 inwoners op 1 januari 2020. De volkstelling van 2021 geeft voor Kesu geen resultaat.

## Ligging
Het dorp ligt tegen de grens tussen de gemeenten Lääne-Nigula en Haapsalu.

## Geschiedenis
Kesu was een dorp op het landgoed van Keskfer (Keskvere). In 1589 werd het genoemd als Kesse, in 1598 als Kesso by (by is Zweeds voor ‘dorp’) en in 1798 als Kässo.
Tussen 1977 en 1997 maakte het dorp deel uit van Ehmja (net als het buurdorp Jõesse).